# Castel C-25 S
Dimensions
Le Castel C-25 S est un planeur biplace « côte à côte » français qui fait son premier vol au cours de la Seconde Guerre mondiale. Après la guerre, plus de 100 sont construits pour les clubs. Plusieurs étaient encore inscrits en 2010.

## Conception et développement
Robert Castello commence la conception du C-25 S peu après l'Armistice franco-allemand de juin 1940, à peu près en même temps que Raymond Jarlaud commence celle du Caudron C.800. Les deux aéronefs sont destinés à augmenter le nombre de machines disponibles pour les activités vélivoles en zone libre. Les deux premiers prototypes du C-25 S volent en 1942.
Le C-25 S est construit en bois avec un fuselage monocoque en contreplaqué entoilé. Les ailes hautes cantilever sont en structure bois, elles ont un dièdre constant, la corde est constante sur environ 40 % de l'envergure puis diminue pour se terminer par un saumon arrondi. Les aérofreins sont montés au milieu de la corde de la partie centrale, Ils ne s'ouvrent que sur l'extrados. Ils sont de petites dimensions ce qui, ajouté à leur position loin du bord d'attaque dans une région ou le flux d'air est déjà turbulent, leur confère une très faible efficacité. Heureusement, la mise en glissade, facile à réaliser et à contrôler permet en plaçant le gros fuselage en attaque oblique d'augmenter fortement la traînée.
Le fuselage possède des côtés plats, il est de forme polygonale en coupe transversale et s'affine vers la queue. Les membres de l'équipage sont assis côte à côte sous le bord d'attaque de l'aile et disposent de doubles commandes, Le poste de pilotage est fermé par une verrière qui pivote à la pointe de l'aile. Le C-25 S a une petite dérive prolongée à l'avant par une extension sur laquelle est montée le plan fixe de profondeur. Sa gouverne de direction est équilibrée aérodynamiquement, son bord de fuite est arrondi. Elle descend jusqu'au bas du fuselage ce qui nécessite une coupure entre les volets de profondeur pour son fonctionnement. Le C-25 S a une roulette fixe complétée par un patin en bois et une petite béquille de queue,.

## En vol
Les essais commencent en 1942 avec le prototype N°1 mais n'ont pas été menés à leur terme. Ils sont repris en 1946, d'abord avec le planeur N° 101 puis, après un problème de vibrations d'origine inconnue, avec le N° 102. Les vols effectués par le CEV font ressortir une bonne stabilité transversale mais le planeur est peu amorti longitudinalement. Le lacet inverse est très marqué. Son taux de chute minimum, mesuré à 0.87 m/s, des défauts de conception dans la cabine et des problèmes de dissymétrie à la construction en font un planeur école très moyen.

## Historique opérationnel
100 C-25 S sont commandés par le Ministère de l'Air français pour aider à la renaissance de l'aviation en France après-guerre. Ils sont construits à l'usine Fouga d'Aire-sur-l'Adour, entre 1945 et 1948, et livrés aux clubs de vol à voile français. Il peut y en avoir eu une quantité significative de construits par ailleurs ; certaines sources disent que 30 autres sont construits pendant la guerre, mais Bonneau affirme que seuls les deux prototypes sont construits. Hardy avance un total de 200. En dépit de l'incertitude, il semble qu'il y ait eu moins de C-25 S dans les clubs français que de Caudron C. 800, mais les deux modèles ont constitué ensemble l'épine dorsale de la formation de base du vol à voile français jusqu'à l'arrivée du Wassmer WA 30 Bijave au début des années 1960, soit une période de plus de quinze ans.
Un certain nombre de C-25 S (et de Caudron C800) reprennent du service lors de l'interdiction de vol des Wassmer 30 Bijave en août 1970.
Le C-25 S s'est avéré être un bon planeur de distance en établissant plusieurs records au début des années 1950.
Deux C-25 S apparaissent à la fin de l'un des plus grands succès commerciaux du cinéma français en 1966 : La Grande Vadrouille.
Cinq restaient inscrits au registre des aéronefs civils en 2010 en 2019 il y en a 23.

## Motoplaneur
En 1984 une modification artisanale a consisté en l'ajout d'un moteur de Citroën Ami 8 au centre de gravité du C-25S N°126. Un arbre traversait l'habitacle au niveau des épaules des pilotes et entrainait une hélice de 1.30 m de diamètre. Après quelques vols la modification sera interdite.